# Kai Beckmann
Kai Beckmann (* 13. September 1965 in Hanau) ist ein deutscher Manager und Mitglied der Geschäftsleitung der Merck KGaA, Darmstadt, sowie ehemaliger Präsident des Bundesarbeitgeberverbands Chemie BAVC.

## Leben
Beckmann studierte von 1984 bis 1989 Informatik an der Technischen Universität Darmstadt und wurde 1998 berufsbegleitend im Bereich Wirtschaftswissenschaften promoviert.
Seine berufliche Laufbahn begann er 1989 als IT-Systemberater bei Merck. Von 1999 bis 2004 war er Hauptabteilungsleiter für Informationsmanagement und Beratung, von 2004 bis 2007 Geschäftsführer der Merck-Gesellschaften in Singapur und Malaysia. Von 2007 bis 2014 leitete Beckmann als erster CIO von Merck die Abteilung Corporate Information Services. Von 2014 bis 2017 war er Chief Administration Officer und zuständig für die Konzernfunktionen Group Human Resources, Group Business Technology, Group Procurement, Inhouse Consulting, Site Operations und Merck Business Services sowie Environment, Health, Safety, Security, Quality.
Seit 2011 ist Beckmann Mitglied der Geschäftsleitung der Merck KGaA und seit 2017 CEO des Unternehmensbereichs Electronics, (bis 2021: Performance Materials). Im  Oktober 2018 übernahm  er die Verantwortung für den Standort Darmstadt und die Interne Unternehmensberatung der Merck KGaA. Darüber hinaus fungiert er als Landessprecher Deutschland mit Zuständigkeit für Mitbestimmungsangelegenheiten. Von Juni 2017 bis April 2024 war Beckmann Präsident des Bundesarbeitgeberverbands Chemie. Er ist zudem Mitglied des Senats der Deutschen Akademie der Technikwissenschaften (acatech). 

Beckmann ist verheiratet und hat ein Kind.